# Thonon-les-Bains
Thonon-les-Bains (Savoyaards: Tonon) is een gemeente in het Franse departement Haute-Savoie (regio Auvergne-Rhône-Alpes). De gemeente telde 37.689 inwoners op 1 januari 2022. De plaats is de onderprefectuur van het arrondissement Thonon-les-Bains.

## Geschiedenis
Uit opgravingen blijkt dat er tussen de 1e en de 5e eeuw een Gallo-Romeinse nederzetting was in Thonon. Het was een regionaal belangrijke vicus, met verschillende pottenbakkersovens. De stad ontwikkelde zich langs het meer en had een vissershaven. Thonon was in de middeleeuwen een ommuurde stad. Maria van Bourgondië (1386-1422), echtgenote van Amadeus VIII van Savoye, liet het kasteel van Thonon herbouwen. In de 16e eeuw werd het kasteel ontmanteld en op de grondvesten werd in 1666 het nieuwe Château de Sonnaz gebouwd.
In 1860 kwam de stad samen met dit deel van Savoye definitief bij Frankrijk. Op 31 augustus van dat jaar bezochten keizer Napoleon III en keizerin Eugénie de stad om de aanhechting te vieren. In 1880 werd het spoorwegstation geopend en twee jaar later werd de spoorlijn verlengd tot in Évian. Vanaf 1864 ontwikkelde Thonon zich als een kuuroord en in 1890 werd de naam Thonon-les-Bains aangenomen. Er werden hotels, een casino (1901-1929) en villa's gebouwd voor de kuurgasten.

## Geografie
De gemeente ligt aan de zuidelijke, Franse oever van het Meer van Genève. Het is de hoofdplaats van de streek Chablais. De oppervlakte van Thonon-les-Bains bedroeg op 1 januari 2022 16,21 vierkante kilometer; de bevolkingsdichtheid was toen 2.325 inwoners per km².
De onderstaande kaart toont de ligging van Thonon-les-Bains met de belangrijkste infrastructuur en aangrenzende gemeenten.

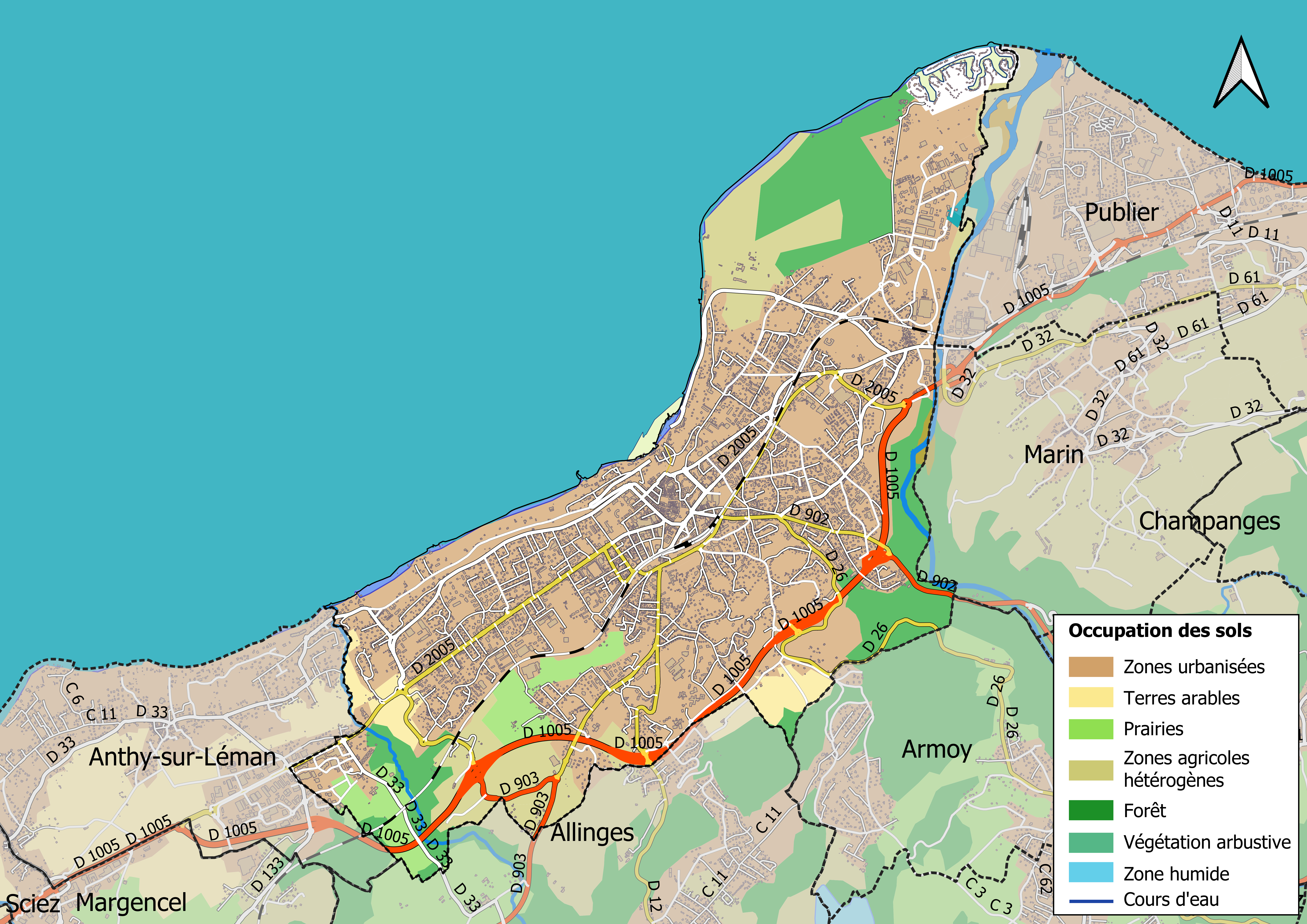

## Demografie
Onderstaande figuur toont het verloop van het inwonertal (bron: INSEE-tellingen).

## Verkeer en vervoer
In de gemeente ligt spoorwegstation Thonon-les-Bains.

## Bezienswaardigheden
- Kasteel van Rives
- Château de Ripaille
- Château de Sonnaz (1666)
- Château de Bellegarde, met delen van de oude stadsomwalling
- Hôtel Dieu (17e eeuw)

## Sport
Thonon-les-Bains is negen keer etappeplaats geweest in wielerkoers Ronde van Frankrijk. De Nederlander Jos Hinsen was er in 1955 de eerste ritwinnaar, terwijl de Ier Sean Kelly er 1981 de voorlopig laatste winnaar is.

## Geboren
- Joseph-Marie Dessaix (1764-1834), militair
- Henri Bordeaux (1870-1963), schrijver
- Nicoletta (1944), zangeres
- Marie Gaulis (1965-2019), Zwitsers-Franse schrijfster, dichteres en vertaalster
- Richard Dutruel (1972), voetballer
- Déborah Anthonioz (1978), snowboardster
- Cyprien Richard (1979), alpineskiër
- Sébastien Frey (1980), voetballer
- Kévin Bérigaud (1988), voetballer